# Hit Mania Spring 2017
Hit Mania Spring 2017 è una compilation con tutte le hit della Primavera 2017 di artisti vari facente parte della serie Hit Mania, pubblicata il 19 maggio 2017.
È stata pubblicata sia in versione singola (2 CD + rivista), sia in versione cofanetto (4 CD + rivista) dove oltre "Hit Mania Spring 2017" e "Hit Mania Spring 2017 Club Version" troverete anche il CD3: "CHILL & DEEP HOUSE PARTY Spring 2017" e il CD4: "TECHNO-LOGY Spring 2017".
La compilation è stata mixata dal disc jockey Mauro Miclini di Radio Deejay.
La copertina è stata curata e progettata da Gorial.

## Tracce CD 1 - Hit Mania Spring 2017
1. Dress Code – Despacito
2. Dimitri Vegas & Like Mike, Diplo & Kid Ink – Hey Baby (feat. Deb's Daughter)
3. Álvaro Soler – Animal
4. Kygo & Selena Gomez – It Ain't Me
5. Fabri Fibra – Fenomeno
6. Willy William – Voodoo Song
7. Jenn Morel – Pónteme
8. Ralph Felix & SDJM – The Heat (I Wanna Dance With Somebody)
9. Jax Jones – You Don't Know Me (feat. Raye)
10. Alok, Bruno Martini e Zeeba – Hear Me Now
11. Tiësto – On My Way (feat. Bright Sparks)
12. Stella Mwangi – Work
13. Domy Pirelli – All I Want (Summer Sax Mix)
14. Baldazar – I'm Falling in Love
15. Midnight – See You
16. Denis Goldin – Heartbeat (feat. Rob Hazen)
17. Aisha – Sometimes
18. Besford – I Want You Now (feat. Clément Bindzi)
19. Kayra – Hold Me
20. Jacopo Galeazzi – I Want You To Know
21. Martin Garrix & Dua Lipa – Scared to Be Lonely
22. Lenny – Hell.o
23. Thegiornalisti – Sold Out
24. Armin van Buuren & Garibay – I Need You (Filatov & Karas Remix) (feat. Olaf Blackwood)

## Tracce CD 2 - Hit Mania Spring 2017 - Club Version
1. Bur&Bus e Bany Tee – Tell Me Why (feat. Dj Nany & Stefano Afriyie)
2. Maury J & Dave Baron – Show Me Love
3. Zeroone – What Decide
4. Simone Di Bella – Come On Over
5. Nina Hills – Noche Caliente
6. Jungle Kid – I Don't Wanna Lose You
7. Giovix & Alain Deejay – Sexy
8. Baldazar – Let It Be
9. Kaldee – You Again (feat. Xent)
10. Kepler – Stay The Night
11. Max Millan – Heaven (Milano & Eric Pinatto) (feat. Felipe Romero & Shalini Varghese)
12. High One – Unshakable
13. EVO-K – Renaissance
14. Mr. Gago & The Editor – Nonsense (feat. Rheon)
15. Dr. Space – Slow Down (feat. A.C.E.)
16. Lex & Adriano – Go Deeper
17. Mihai Mihai – No Matter
18. The Gardner – I Make You Love Me
19. Dominic & Andy Asher & Kraken Prj – No Matter (feat. Kesira)
20. Sammy & Cilli – One Night (feat. Andy)
21. Bsharry – Fire
22. Salo rmx – Frail – Polen
23. Paul Sparxx – Let The Stars Shine (feat. Nathan Brumley)